# Экманис, Юрис
Юрис Экманис (латыш. Juris Ekmanis; 2 декабря 1941, Рига — 9 апреля 2016) — советский и латвийский учёный в области энергетики, профессор, Dr. habil. phys., президент Латвийской академии наук (2004—2012). Директор Физико-энергетического института. Кавалер ордена Трёх звезд.

## Биография
Родился 2 декабря 1941 года в Риге. После окончания Первой Рижской гимназии (1959) поступил на физико-математический факультет Латвийского государственного университета, который окончил в 1964 году. С 1961 года начал работать на Саласпилсском атомном реакторе, которым руководил профессор, впоследствии академик АН Латвийской ССР Курт Куртович Шварц. Реактор входил в состав Института физики Академии наук, в котором Экманис работал по 1986 год как старший исследователь.
Обе свои диссертации он защитил в Тартуском университете.  Кандидатскую в 1973 году, докторскую в 1984 году.
В 1986 году получил звание профессора в Рижском политехническом институте. В 1990 году стал директором Физико-энергетического института (до этого занимал должность заместителя директора).
В 1992 году был выбран действительным членом Латвийской академии наук, с 1994 года занял должность вице-президента Академии, а в 2004 года стал её президентом  — на два срока подряд, до 2012 года.
С 1987 года он интересовался разработками современных методов и технологий в энергетике, эффективным использованием энергии и обеспечением надежного энергоснабжения Латвии, был одним из видных сторонников строительства в Латвии собственной АЭС.

## Международная деятельность
Научные заслуги Юриса Экманиса получили признание за рубежом еще в советское время. В 1974 году он читает лекции в Америке  в Корнеллском университете, Государственном университете Айовы и в Университете Калифорнии. В 1976 году читает лекции в Университете Макгилла. В 1993 году посещает Манчестерский университет как приглашенный профессор. С 2005 года действительный член Academia Scientiarum et Artium Europaea (Австрия). С 2007 года иностранный член Литовской академии наук.

## Награды[3]
- Орден Трёх звёзд (2009)
- Лауреат премии им. Алфреда Витола
- Лауреат премии «Rīgas balva»
- Человек Года 1997 года по версии Американского биографического института
- Медаль Балтийских Академий Наук (2000)

## Научно-исследовательские работы
- J.Ekmanis (Administrator, Latvian Academy of Sciences). INCO — COPERNICUS #20533: Creation and Development of Fellow Members to the Innovation Relay Centres in Latvia. European Commission (1997—1999)
- J.Ekmanis (Coordinator, Latvian Academy of Sciences). Project IPS1999 02066 «INNOLAT»- IRC LATVIA. European Commission (1999—2001)
- J.Ekmanis (Coordinator, Latvian Academy of Sciences). Project "IRC-LATVIA. Contract # IRC 4.60 European Commission (2002—2004)
- J.Ekmanis (Head of the Latvian Part of Programme). Inter-Baltic Energy Research Program (1996—2000)
- J.Ekmanis (Head of Project). Latvian Heat Energy Production and Consumption System, Optimisation. Latvian Council of Science Program (1996—2000)
- J.Ekmanis (Programme Director). Basic and Applied Research Based on the Feasibilities of the VIRAC Radiotelescopes and Their Employing for Receiving, Processing and Transmitting of the Cosmic Information. Latvian Council of Science (2001—2004).
- J.Ekmanis (Programme Director). Optimisation of Heat Energy Production in Latvia. Latvian Council of Science (2001—2004).
- J.Ekmanis (Head of Programme, Latvian Academy of Sciences). Innovation Relay Centre Latvia — Promoter of Transnational Technology Transfer within EU IRC Network (LATIRC). Contract No 510423 (IRC6) European Commission (2004—2006)
- J.Ekmanis (Programme Director).VIRAC Research Equipment and Establishment of R&D Infrastructure for Long-term Radioastronomy and Satellite Observations in the Framework of Latvian and International Programmes. Latvian Council of Science (2005—2008).
- J.Ekmanis (Programme Director).Promotion Energy Efficiency and Renewable Resources as the Basis for Secure Power and Fuel Supply and Sustainable Development of the Latvian Energy Sector.Latvian Council of Science (2006—2009).
- J.Ekmanis(Programme Director).Development of Modern Methods and Technologies for Utilisation of Renewable Energy Resources, Rational Use of Energy and Improvement of Security of Energy Supply. National Research Program (2006—2009)
- J.Ekmanis (Expert) Special Preparatory Programme for Structural Funds. Contract # LE805.03/0001 European Commission (2000—2002)
- J.Ekmanis (Expert) Analysis of Policy Instruments and Identification of Tools for the Implementation of Rational Energy Use and Renewable Energy Sources in EU Candidate Countries. Contract # NNE5/2001/421 European Commission (2002—2005)